# Nicholas Ponting
Nicholas James Ponting –conocido como Nick Ponting– (Londres, 13 de septiembre de 1996) es un deportista británico que compitió en bádminton para Inglaterra. Ganó una medalla de bronce en el Campeonato Mundial de Bádminton de 1993, en la prueba de dobles mixto.

## Palmarés internacional
| Representando a Inglaterra |                          |                   |              |
| Campeonato Mundial         |                          |                   |              |
| Año                        | Lugar                    | Medalla           | Prueba       |
| 1993                       | Birmingham (Reino Unido) | Medalla de bronce | Dobles mixto |